# Sylva Kapoutikian
 (avril 2008).
Si vous disposez d'ouvrages ou d'articles de référence ou si vous connaissez des sites web de qualité traitant du thème abordé ici, merci de compléter l'article en donnant les références utiles à sa vérifiabilité et en les liant à la section « Notes et références ».
Sylva Kapoutikian (en arménien : Սիլվա Կապուտիկյան, née le 20 janvier 1919 à Erevan et morte le 25 août 2006 dans la même ville), est une poétesse arménienne. 
Elle fut également l'épouse du poète Hovhannès Chiraz (1915-1984).

## Biographie
Sylva Kapoutikian naît dans la famille de Barunak Kapoutikian, un enseignant et rédacteur en chef d'un journal révolutionnaire marxiste, originaire de Van.
Elle étudie d'abord en 1936-1941, à la faculté philologique de l'Université d'État d'Erevan, puis, à Moscou à l'Institut de littérature Maxime-Gorki. Son premier recueil Avec les jours paraît en 1945. Elle publie ensuite Au bord du Zangou (nom d'un fleuve d'Arménie, nom donné aussi par Missak Manouchian à son Journal littéraire et politique) en 1947. Puis elle publie Mes intimes (1951), qui lui valut une grande notoriété, Conversation à cœur ouvert (1955), Bon voyage (1957) et Méditation à mi-chemin (1961).
Elle s'est distinguée par son militantisme engagé pour la défense des intellectuels, des écrivains et des victimes présumées du soviétisme. Elle s'est également battue pour le rattachement du Haut-Karabagh à l'Arménie et a fermement dénoncé les actions des Azéris qu'elle qualifiait de criminelles, particulièrement à Sumqayıt et à Bakou. Elle était une personnalité écoutée dans son pays et s'est fermement engagée en faveur de la reconnaissance du génocide arménien.
Morte le 25 août 2006 à Erevan, elle est inhumée au Panthéon Komitas.
Le 21 janvier 2009, un musée est inauguré dans sa maison d'Erevan.

## Récompenses
- prix Staline (1952), pour le recueil Mes intimes (Мои родные, 1951).
- Ordre de la révolution d'Octobre (16.11.1984)
- Ordre du Drapeau rouge du Travail (7.03.1969)
- Ordre de l'Amitié des peuples (19.01.1979)
- Ordre de l'Insigne d'honneur (27.06.1956)

### Traductions
- Trois poèmes dans La poésie arménienne, Anthologie, Les Éditeurs français réunis, 1973